# Grand Prix of Portland 2023
Der Grand Prix of Portland 2023 (offiziell BitNile.com Grand Prix of Portland) auf dem Kurs Portland International Raceway fand am 3. September 2023 statt und ging über eine Distanz von 110 Runden à 3,161 km. Es war der 16. Lauf zur IndyCar Series 2023.

## Bericht
Mit der richtigen Boxenstopp-Strategie und einem guten Start ins Rennen, sicherte sich Alex Palou (Chip Ganassi Racing) den zweiten IndyCar-Meistertitel seiner Karriere. Nur Teamkollege Scott Dixon konnte dem Spanier den Titel noch streitig machen. Dixon startete vom vierten Platz aus ins Rennen, eine Startreihe vor Palou. Dixon fiel auf den fünften Rang zurück, während Palou auf den dritten Platz nach vorne fuhr. Der aus der Pole Position ins Rennen gegangene Graham Rahal (Rahal Letterman Lanigan Racing) übernahm die Führung. Die verschiedenen Reifenstrategien und die abweichenden Stintlängen machten die Tabelle zeitweise unübersichtlich, dazu gab es zwei Gelbphasen, die das Feld im weiteren Verlauf des Rennens durcheinander brachte. Die erste Gelbphase löste Will Power (Team Penske) aus als dieser in einer Kurve von der Strecke abkam. Nach dem Restart führte Rahal vor Scott McLaughlin (Team Penske) das Rennen an, dahinter bereits die beiden Titelanwärter Palou und Dixon. Nach der zweiten Boxenstopp-Serie kam Palou an die Spitze vor Dixon und Felix Rosenqvist (Arrow McLaren SP). Den letzten Stopp legte Palou in der 79. von 100 Runden ein und er blieb vorne, während Dixon den zweiten Rang an Rosenqvist abgeben musste. Da Augustin Canapino (Juncos Hollinger Racing) in der zweiten Schikane von der Strecke abkam, gab es eine zweite Gelbphase. Der im letzten Stint weichbereifte Rosenqvist kam schließlich auf dem zweiten Rang ins Ziel vor Dixon. Dies alles musste Palou nicht mehr kümmern, er gewann das Rennen mit 5,4 Sekunden Vorsprung und feierte seinen zweiten Meistertitel nach 2021 im zweitletzten Saisonrennen.

## Meldeliste
| Startnummer | Fahrer              | Team                                 | Motor     |
| ----------- | ------------------- | ------------------------------------ | --------- |
| 2           | Josef Newgarden     | Team Penske                          | Chevrolet |
| 3           | Scott McLaughlin    | Team Penske                          | Chevrolet |
| 5           | Patricio O’Ward     | Arrow McLaren SP                     | Chevrolet |
| 06          | Hélio Castroneves   | Meyer Shank Racing                   | Honda     |
| 6           | Felix Rosenqvist    | Arrow McLaren SP                     | Chevrolet |
| 7           | Alexander Rossi     | Arrow McLaren SP                     | Chevrolet |
| 8           | Marcus Ericsson     | Chip Ganassi Racing                  | Honda     |
| 9           | Scott Dixon         | Chip Ganassi Racing                  | Honda     |
| 10          | Alex Palou          | Chip Ganassi Racing                  | Honda     |
| 11          | Marcus Armstrong    | Chip Ganassi Racing                  | Honda     |
| 12          | Will Power          | Team Penske                          | Chevrolet |
| 14          | Santino Ferrucci    | A. J. Foyt Racing                    | Chevrolet |
| 15          | Graham Rahal        | Rahal Letterman Lanigan Racing       | Honda     |
| 18          | David Malukas       | Dale Coyne Racing / HMD Motorsports  | Honda     |
| 20          | Ryan Hunter-Reay    | Ed Carpenter Racing                  | Chevrolet |
| 21          | Rinus VeeKay        | Ed Carpenter Racing                  | Chevrolet |
| 26          | Colton Herta        | Andretti Autosport / Curb-Agajanian  | Honda     |
| 27          | Kyle Kirkwood       | Andretti Autosport                   | Honda     |
| 28          | Romain Grosjean     | Andretti Autosport                   | Honda     |
| 29          | Devlin DeFrancesco  | Andretti Steinbrenner Autosport      | Honda     |
| 30          | Jüri Vips           | Rahal Letterman Lanigan Racing       | Honda     |
| 45          | Christian Lundgaard | Rahal Letterman Lanigan Racing       | Honda     |
| 51          | Sting Ray Robb      | Dale Coyne Racing / Rick Ware Racing | Honda     |
| 55          | Benjamin Pedersen   | A. J. Foyt Racing                    | Chevrolet |
| 60          | Linus Lundqvist     | Meyer Shank Racing                   | Honda     |
| 77          | Callum Ilott        | Juncos Hollinger Racing              | Chevrolet |
| 78          | Agustín Canapino    | Juncos Hollinger Racing              | Chevrolet |

## Klassifikationen

### Freies Training 1
| Pos. | Nr. | Fahrer              | Team                           | Motor | Zeit     |
| ---- | --- | ------------------- | ------------------------------ | ----- | -------- |
| 1    | 45  | Christian Lundgaard | Rahal Letterman Lanigan Racing | Honda | 0:58.177 |
| 2    | 27  | Kyle Kirkwood       | Andretti Autosport             | Honda | 0:58.324 |
| 3    | 10  | Alex Palou          | Chip Ganassi Racing            | Honda | 0:58.355 |

### Freies Training 2
| Pos. | Nr. | Fahrer           | Team                | Motor     | Zeit     |
| ---- | --- | ---------------- | ------------------- | --------- | -------- |
| 1    | 3   | Scott McLaughlin | Team Penske         | Chevrolet | 0:58.151 |
| 2    | 2   | Josef Newgarden  | Team Penske         | Chevrolet | 0:58.269 |
| 3    | 9   | Scott Dixon      | Chip Ganassi Racing | Honda     | 0:58.278 |

### Qualifying
| Pos. | Nr. | Fahrer              | Team                                 | Motor     | Zeit      | Zeit      | Zeit      | Zeit      | Startplatz |
| Pos. | Nr. | Fahrer              | Team                                 | Motor     | Q1        | Q1        | Q2        | Q3        | Startplatz |
| Pos. | Nr. | Fahrer              | Team                                 | Motor     | Gruppe 1  | Gruppe 2  | Q2        | Q3        | Startplatz |
| ---- | --- | ------------------- | ------------------------------------ | --------- | --------- | --------- | --------- | --------- | ---------- |
| 1    | 15  | Graham Rahal        | Rahal Letterman Lanigan Racing       | Honda     | 0:58.1612 | N/A       | 0:58.3248 | 0:58.3195 | 1          |
| 2    | 3   | Scott McLaughlin    | Team Penske                          | Chevrolet | N/A       | 0:58.0525 | 0:58.0777 | 0:58.3525 | 2          |
| 3    | 26  | Colton Herta        | Andretti Autosport / Curb-Agajanian  | Honda     | 0:58.0843 | N/A       | 0:58.2338 | 0:58.4576 | 3          |
| 4    | 9   | Scott Dixon         | Chip Ganassi Racing                  | Honda     | N/A       | 0:58.3701 | 0:58.2653 | 0:58.5803 | 4          |
| 5    | 10  | Alex Palou          | Chip Ganassi Racing                  | Honda     | N/A       | 0:57.9651 | 0:58.3232 | 0:58.6492 | 5          |
| 6    | 5   | Patricio O’Ward     | Arrow McLaren SP                     | Chevrolet | N/A       | 0:58.1025 | 0:58.2579 | 0:58.6737 | 6          |
| 7    | 12  | Will Power          | Team Penske                          | Chevrolet | 0:58.1913 | N/A       | 0:58.3779 | N/A       | 7          |
| 8    | 77  | Callum Ilott        | Juncos Hollinger Racing              | Chevrolet | 0:58.3075 | N/A       | 0:58.4973 | N/A       | 8          |
| 9    | 7   | Alexander Rossi     | Arrow McLaren SP                     | Chevrolet | N/A       | 0:58.4637 | 0:58.5023 | N/A       | 9          |
| 10   | 8   | Marcus Ericsson     | Chip Ganassi Racing                  | Honda     | N/A       | 0:58.5952 | 0:58.5479 | N/A       | 10         |
| 11   | 6   | Felix Rosenqvist    | Arrow McLaren SP                     | Chevrolet | 0:57.8967 | N/A       | 0:59.3053 | N/A       | 11         |
| 12   | 2   | Josef Newgarden     | Team Penske                          | Chevrolet | 0:58.0890 | N/A       | No Time   | N/A       | 12         |
| 13   | 21  | Rinus VeeKay        | Ed Carpenter Racing                  | Chevrolet | 0:58.3240 | N/A       | N/A       | N/A       | 13         |
| 14   | 11  | Marcus Armstrong    | Chip Ganassi Racing                  | Honda     | N/A       | 0:58.6652 | N/A       | N/A       | 14         |
| 15   | 28  | Romain Grosjean     | Andretti Autosport                   | Honda     | 0:58.3522 | N/A       | N/A       | N/A       | 15         |
| 16   | 27  | Kyle Kirkwood       | Andretti Autosport                   | Honda     | N/A       | 0:58.6835 | N/A       | N/A       | 16         |
| 17   | 45  | Christian Lundgaard | Rahal Letterman Lanigan Racing       | Honda     | 0:58.3678 | N/A       | N/A       | N/A       | 17         |
| 18   | 30  | Jüri Vips           | Rahal Letterman Lanigan Racing       | Honda     | N/A       | 0:58.7454 | N/A       | N/A       | 18         |
| 19   | 20  | Ryan Hunter-Reay    | Ed Carpenter Racing                  | Chevrolet | 0:58.6529 | N/A       | N/A       | N/A       | 25         |
| 20   | 78  | Agustín Canapino    | Juncos Hollinger Racing              | Chevrolet | N/A       | 0:58.7753 | N/A       | N/A       | 19         |
| 21   | 29  | Devlin DeFrancesco  | Andretti Steinbrenner Autosport      | Honda     | 0:58.6748 | N/A       | N/A       | N/A       | 20         |
| 22   | 06  | Hélio Castroneves   | Meyer Shank Racing                   | Honda     | N/A       | 0:58.806  | N/A       | N/A       | 21         |
| 23   | 14  | Santino Ferrucci    | A. J. Foyt Enterprises               | Chevrolet | 0:59.0633 | N/A       | N/A       | N/A       | 22         |
| 24   | 18  | David Malukas       | Dale Coyne Racing / HMD Motorsports  | Honda     | N/A       | 0:58.9016 | N/A       | N/A       | 23         |
| 25   | 51  | Sting Ray Robb      | Dale Coyne Racing / Rick Ware Racing | Honda     | 0:59.2642 | N/A       | N/A       | N/A       | 24         |
| 26   | 55  | Benjamin Pedersen   | A. J. Foyt Enterprises               | Chevrolet | N/A       | 0:59.2175 | N/A       | N/A       | 26         |
| 27   | 60  | Tom Blomqvist       | Meyer Shank Racing                   | Honda     | N/A       | 0:59.4364 | N/A       | N/A       | 27         |

### Endergebnis
| Pos. | Nr. | Fahrer                | Team                                 | Motor     | Runden | Zeit/Rückstand | Boxenstopps | Startplatz | Führungsrunden | Punkte |
| ---- | --- | --------------------- | ------------------------------------ | --------- | ------ | -------------- | ----------- | ---------- | -------------- | ------ |
| 1    | 10  | Alex Palou            | Chip Ganassi Racing                  | Honda     | 110    | 1:57:01.9814   | 3           | 5          | 69             | 53     |
| 2    | 6   | Felix Rosenqvist      | Arrow McLaren SP                     | Chevrolet | 110    | 5.4353         | 3           | 11         | 3              | 41     |
| 3    | 9   | Scott Dixon           | Chip Ganassi Racing                  | Honda     | 110    | 8.0669         | 3           | 4          | 15             | 36     |
| 4    | 5   | Patricio O’Ward       | Arrow McLaren SP                     | Chevrolet | 110    | 19.0572        | 3           | 6          |                | 32     |
| 5    | 2   | Josef Newgarden       | Team Penske                          | Chevrolet | 110    | 21.0831        | 3           | 12         |                | 30     |
| 6    | 21  | Rinus VeeKay          | Ed Carpenter Racing                  | Chevrolet | 110    | 21.8799        | 3           | 13         |                | 28     |
| 7    | 8   | Marcus Ericsson       | Chip Ganassi Racing                  | Honda     | 110    | 30.5820        | 3           | 10         |                | 26     |
| 8    | 18  | David Malukas         | Dale Coyne Racing / HMD Motorsports  | Honda     | 110    | 32.6211        | 4           | 23         | 2              | 25     |
| 9    | 3   | Scott McLaughlin      | Team Penske                          | Chevrolet | 110    | 33.0282        | 3           | 2          |                | 22     |
| 10   | 27  | Kyle Kirkwood         | Andretti Autosport                   | Honda     | 110    | 33.7836        | 3           | 16         |                | 20     |
| 11   | 45  | Christian Lundgaard   | Rahal Letterman Lanigan Racing       | Honda     | 110    | 34.4757        | 3           | 17         |                | 19     |
| 12   | 15  | Graham Rahal          | Rahal Letterman Lanigan Racing       | Honda     | 110    | 38.6995        | 3           | 1          | 21             | 20     |
| 13   | 26  | Colton Herta          | Andretti Autosport / Curb-Agajanian  | Honda     | 110    | 39.7582        | 4           | 3          |                | 17     |
| 14   | 06  | Hélio Castroneves     | Meyer Shank Racing                   | Honda     | 10     | 40.3373        | 3           | 21         |                | 16     |
| 15   | 77  | Callum Ilott          | Juncos Hollinger Racing              | Chevrolet | 110    | 40.4769        | 3           | 8          |                | 15     |
| 16   | 14  | Santino Ferrucci      | A. J. Foyt Enterprises               | Chevrolet | 110    | 41.1279        | 3           | 22         |                | 14     |
| 17   | 29  | Devlin DeFrancesco    | Andretti Steinbrenner Autosport      | Honda     | 110    | 42.5578        | 3           | 20         |                | 13     |
| 18   | 30  | Jüri Vips (R)         | Rahal Letterman Lanigan Racing       | Honda     | 109    | 1 Rd.          | 3           | 18         |                | 12     |
| 19   | 11  | Marcus Armstrong (R)  | Chip Ganassi Racing                  | Honda     | 109    | 1 Rd.          | 3           | 14         |                | 11     |
| 20   | 7   | Alexander Rossi       | Arrow McLaren SP                     | Chevrolet | 109    | 1 Rd.          | 4           | 9          |                | 10     |
| 21   | 20  | Ryan Hunter-Reay      | Ed Carpenter Racing                  | Chevrolet | 109    | 1 Rd.          | 4           | 25         |                | 9      |
| 22   | 55  | Benjamin Pedersen (R) | A. J. Foyt Enterprises               | Chevrolet | 109    | 1 Rd.          | 3           | 26         |                | 8      |
| 23   | 51  | Sting Ray Robb (R)    | Dale Coyne Racing / Rick Ware Racing | Honda     | 109    | 1 Rd.          | 3           | 24         |                | 7      |
| 24   | 60  | Tom Blomqvist (R)     | Meyer Shank Racing                   | Honda     | 109    | 1 Rd.          | 4           | 27         |                | 6      |
| 25   | 12  | Will Power            | Team Penske                          | Chevrolet | 108    | 2 Rd.          | 3           | 7          |                | 5      |
| 26   | 78  | Agustín Canapino (R)  | Juncos Hollinger Racing              | Chevrolet | 82     | Defekt         | 3           | 19         |                | 5      |
| 27   | 28  | Romain Grosjean       | Andretti Autosport                   | Honda     | 31     | Unfall         | 2           | 15         |                | 5      |

(R)=Rookie / 2 Gelbphasen für insgesamt 6 Rd.

## Führungsrunden
| Fahrer           | Team                           | Anzahl |
| ---------------- | ------------------------------ | ------ |
| Alex Palou       | Chip Ganassi Racing            | 69     |
| Graham Rahal     | Rahal Letterman Lanigan Racing | 21     |
| Scott Dixon      | Chip Ganassi Racing            | 15     |
| Felix Rosenqvist | Arrow McLaren SP               | 3      |
| David Malukas    | Dale Coyne Racing              | 2      |